# Patricia Stephens Due

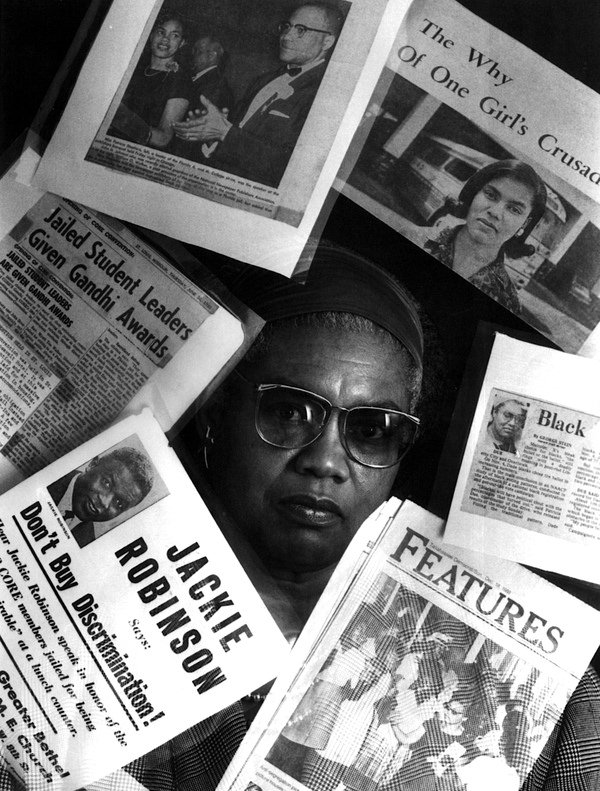
Patricia Stephens Due

Patricia Stephens Due (* 9. Dezember 1939 in Quincy, Florida; † 7. Februar 2012 in Smyrna, Georgia) war eine US-amerikanische Bürgerrechtlerin. Sie zählte zu den Leitfiguren der afroamerikanischen Bürgerrechtsbewegung der 1960er Jahre in Florida.

## Leben
Sie wuchs in Miami und Belle Glade auf, wo sie auch die Highschool besuchte. Ihre Aktionen gegen die US-amerikanische Rassentrennung begann sie bereits im Alter von 13 Jahren zusammen mit ihrer zwei Jahre älteren Schwester, als sie in einer Filiale der Schnellrestaurantkette Dairy Queen in Süd-Florida das Schild „Colored Only“ („Nur für Farbige“) ignorierten und sich regelmäßig an der Schlange für „Weiße“ anstellten. Ihre Schwester erzählte später, dass sie stets bedient wurden und nie Probleme bekamen, was sich erst geändert habe, als sie Freunden und Bekannten davon berichteten und ihnen sagten, dass sie es ebenso tun könnten.
Im Herbst 1957 begann Due ihr Studium an der Florida Agricultural and Mechanical University (FAMU) in Tallahassee. Bei einem Besuch in Miami im Jahr 1959 nahm sie an einem Workshop des Congress of Racial Equality (CORE) über gewaltfreie Protestformen teil und lernte Aktionsformen wie Sit-ins kennen. 1960 gründete sie gemeinsam mit anderen die Tallahassee-Sektion des CORE.
Weithin Beachtung fand eine Aktion am 20. Februar 1960. Gemeinsam mit ihrer Schwester und einigen weiteren Studenten der FAMU protestierte Due gegen die Rassentrennung an der Essenausgabetheke einer Woolworth-Filiale in der Nähe des Universitätscampus. Mit einem Sit-in blockierten sie die mit „Whites-Only“ („Nur für Weiße“) gekennzeichnete Theke, bis sie von der Polizei verhaftet wurden. Zunächst wieder auf freien Fuß gelassen, veranstalteten sie einige Tage darauf einen Demonstrationszug zahlreicher Studenten, der von der Polizei unter Einsatz von Tränengas gestoppt wurde. Due wurde dabei von einer Tränengasgranate getroffen und erlitt eine Verletzung, die zu einem bleibenden Schaden ihrer Augen führte. Sie litt seitdem unter erhöhter Lichtempfindlichkeit und musste zeitlebens eine dunkle Sonnenbrille tragen. Bei dem Gerichtsverfahren wegen des Sitzstreiks wurde sie und die anderen Teilnehmer zu Geldstrafen von jeweils 300 US$ verurteilt. In Fortsetzung des Protests weigerten sich mehrere der Verurteilten, die Strafe zu zahlen, weil sie auch darin ein Akzeptieren der Rassentrennung erkannten, und zogen es vor, ersatzweise 49 Tage im Gefängnis abzusitzen. Die Aktion wurde später das erste „Jail-in“ in den USA genannt. Landesweit berichteten die Medien und Unterstützer sprachen sich für ihren Protest aus, darunter James Baldwin, Harry Belafonte und Eleanor Roosevelt. Martin Luther King sandte ihnen ein Telegramm ins Gefängnis, um seine Solidarität zu bekunden.
Dues Eltern sorgten sich um ihre Sicherheit und baten sie, sich auf ihre Ausbildung zu konzentrieren. Sie versuchte beides ins Gleichgewicht zu bringen, wurde aber in der Folge ihrer Protestaktionen von der FAMU ausgeschlossen. Ihr wurde erst 1965 erlaubt, sich wieder einzuschreiben und ihren Abschluss zu machen.
Sie führte in Florida weitere Demonstration, Protestmärsche, Boykott- und Wählerregistrierungs-Kampagnen der schwarzen Bürgerrechtsbewegung der 1960er Jahre an. Das Wählerregistrierungs-Projekt des CORE in Nord-Florida, für das Due im Jahr 1964 als Feldsekretärin tätig war, führte zu mehr Registrierungen von Afroamerikanern als jedes andere in den südlichen USA. Bei anderen Protestaktionen jener Zeit wurde Due mehrfach von der Polizei verhaftet.
Sie war seit 1963 mit John D. Due Jr. verheiratet, ein ebenfalls gegen die Rassentrennung engagierter Jura-Student und späterer Bürgerrechts-Rechtsanwalt. Mit ihm hatte sie drei Kinder, eine ihrer Töchter ist die Schriftstellerin Tananarive Due.
Das gemeinsam mit ihrer Tochter verfasste Buch Freedom in the Family gewann 2003 den Written History Award der Southeast Regional African-American Heritage Preservation Alliance. Due erhielt ferner den Eleanor Roosevelt Award for Outstanding Leadership, den Gandhi Award for Outstanding Work in Human Relations der FAMU und den Florida Freedom Award der National Association for the Advancement of Colored People. Im Jahr 2006 verlieh die FAMU, die sie einst mehrfach ausgeschlossen hatte, die Ehrendoktorwürde. Im selben Jahr porträtierte der Fernsehsender History Channel sie in einer Sendung der preisgekrönten Reihe Voices of Civil Rights. 2011 erfuhr sie eine Ehrung durch den Bürgermeister von Tallahassee, der den 11. Mai 2011 zum Patricia Stephens Due Day erklärte.

## Werke
- Freedom in the Family – A Mother-Daughter Memoir of the Fight for Civil Rights (gemeinsam mit Tananarive Due), Ballantine Books, New York 2003. ISBN 978-0-345-44733-3